# Ludwig Heinrich Mollwo
Ludwig Heinrich Mollwo, auch Ludewig Henrich Mollwo (* 1725 in Lübeck; † 9. August 1782 ebenda) war Ratsherr der Hansestadt Lübeck.

## Leben
Mollwo war Sohn des Lübecker Kaufmanns Jakob Martin Mollwo († 1750), der mit einer Tochter des Lübecker Ratsherrn Heinrich Woldt verheiratet war. Der Großvater Ludwig Mollwo († 1697) war aus Reims nach Lübeck gekommen und hatte den französischen Namen Molveau eingedeutscht. 
Mollwo erlernte den Beruf des Kaufmanns in Riga und Königsberg und kam 1750 in seine Heimatstadt zurück. Er übernahm in diesem Jahr das Handelsgeschäft von seinem verstorbenen Vater. 1766 wurde er Ältermann der Schonenfahrer in Lübeck und 1778 wurde er aus deren Reihen in den Lübecker Rat gewählt.
Mollwo war nicht verheiratet. Seine Leichenschrift verfasste der Rektor des Katharineums zu Lübeck Friedrich Daniel Behn.